# Michael Jay
Michael Hastings Jay (né le 19 juin 1946) est un homme politique britannique et ancien diplomate. Il siège en tant que membre Crossbencher de la Chambre des lords, et a précédemment été ambassadeur en France et sous-secrétaire permanent au ministère des Affaires étrangères et du Commonwealth.

## Éducation
Jay est né dans le Hampshire et fait ses études au Winchester College, au Magdalen College, à Oxford (où il étudie Philosophie, politique et économie), dont il est membre honoraire, et à la School of Oriental and African Studies (SOAS). Il est enseignant VSO en Zambie.

## Carrière diplomatique
Jay rejoint le ministère du Développement outre-mer en 1969, servant à Londres, à Washington (à la Banque mondiale) en 1973 et en tant que premier secrétaire (Développement) au Haut-commissariat britannique à New Delhi en 1978. Il est transféré au ministère des Affaires étrangères et du Commonwealth en 1981, en tant que secrétaire privé du sous-secrétaire d'État permanent. En tant que conseiller, il travaille au Secrétariat européen du Cabinet Office de 1985 à 1987. Il est nommé conseiller à l'ambassade de Paris de 1987 à 1990, puis revient au ministère en tant que directeur des affaires européennes jusqu'en 1994. Il est nommé directeur général des affaires européennes et économiques de 1994 à 1996, après quoi il est membre associé principal du St Antony's College d'Oxford.
De juillet 1996 à septembre 2001, il est ambassadeur britannique en France. Pendant ce poste, il est le premier porte-parole britannique à parler publiquement de la mort de Diana, princesse de Galles. En juillet 2001, il est nommé sous-secrétaire d'État permanent aux affaires étrangères et donc chef du service diplomatique, poste qu'il prend le 14 janvier 2002.
En 2005 et 2006, Jay est représentant personnel du Premier ministre (Sherpa) pour les sommets du G8 à Gleneagles et à Saint-Pétersbourg en plus de ses fonctions PUS.
Il est nommé Compagnon de l'Ordre de Saint-Michel et Saint-Georges dans les honneurs d'anniversaire de 1992, promu au grade de chevalier commandant dans les honneurs de la nouvelle année 1997 et a fait chevalier grand-croix dans les honneurs d'anniversaire de 2006.

## Après la retraite
À sa retraite du service diplomatique le 27 juillet 2006, il est recommandé pour une pairie à vie, et est créé baron Jay d'Ewelme, d'Ewelme dans le comté d'Oxfordshire, le 18 septembre 2006 .
Lord Jay est président de Merlin, l'agence britannique d'aide sanitaire et médicale, de 2007 à 2013. Il est administrateur non exécutif d'Associated British Foods (2006 -), de Crédit Agricole (2007-2011), d'EDF (2009-), de Candover PLC (2008-) et de Valeo SA (2007-). Il est administrateur de la société d'actions Thomson Reuters Founders (2013-) et président du conseil consultatif de la British Library (2011 -). Il est président de la Commission des nominations de la Chambre des lords de 2008 à 2013). il siège aux sous-commissions C, E et F de la commission spéciale de la Chambre des Lords sur les affaires de l'Union européenne.

## Famille
Jay épouse Sylvia Mylroie en 1975. En 2005, Lady Jay est nommée vice-présidente de L'Oréal UK & Ireland, puis présidente de 2011 à 2013. Elle est administratrice non exécutive au conseil d'administration d'Alcatel-Lucent et administratrice non exécutive de St-Gobain, Lazard et Casino Group. Elle est présidente du Pilgrim Trust et a été administratrice du Prison Reform Trust et de l'Entente Cordiale Scholarship Scheme. En 2019, elle est nommée haut shérif de l'Oxfordshire.